# Доменіко Боссі
Доменіко Боссі відомий також, як Йоганн Домінік Боссі (італ. Domenico Bossi, нім. Johann Dominik Bossi; 1767, Трієст — 1853) — італійський венеційський художник-мініатюрист, рисувальник, колекціонер. Один з найбільших портретних мініатюристів епохи неокласицизму.

## Біографія
Народився в Трієсті. Син художника Бартоломео Боссі. Навчався у Венеційській академії витончених мистецтв під керівництвом Джованні Доменіко Тьєполо.
З 1789 року працював як художник-мініатюрист у Австрії, Нідерландах, Франції, Швеції, Пруссії і Російській імперії (в 1802—1810 рр.), виконуючи престижні замовлення тодішніх правлячих сімей цих країн.
Створив цілу галерею портретів аристократії та знаті Амстердама, Парижа, Берліна, Гамбурга, Мюнхена, Відня, Стокгольма і Санкт-Петербурга.
Пізніше, влаштувався в Мюнхені, де з 1850 року служив придворним художником.
Професор живопису. Завдяки успішній кар'єрі, став членом Академія мистецтв у Стокгольмі (1798) і Відні (1818). У 1824 році був призначений «придворним художником» шведського короля Карла XIV Юхана.
Творив в традиціях венеційського мініатюрного живопису (мініатюри виконані на пофарбованій слоновій кістці).
Доменіко Боссі був власником колекції, в яку входила велика кількість крейдяних малюнків його вчителя Джованні Доменіко Тьєполо. Ця колекція була виставлена на аукціон в Штутгарті в 1882 році.

## Галерея

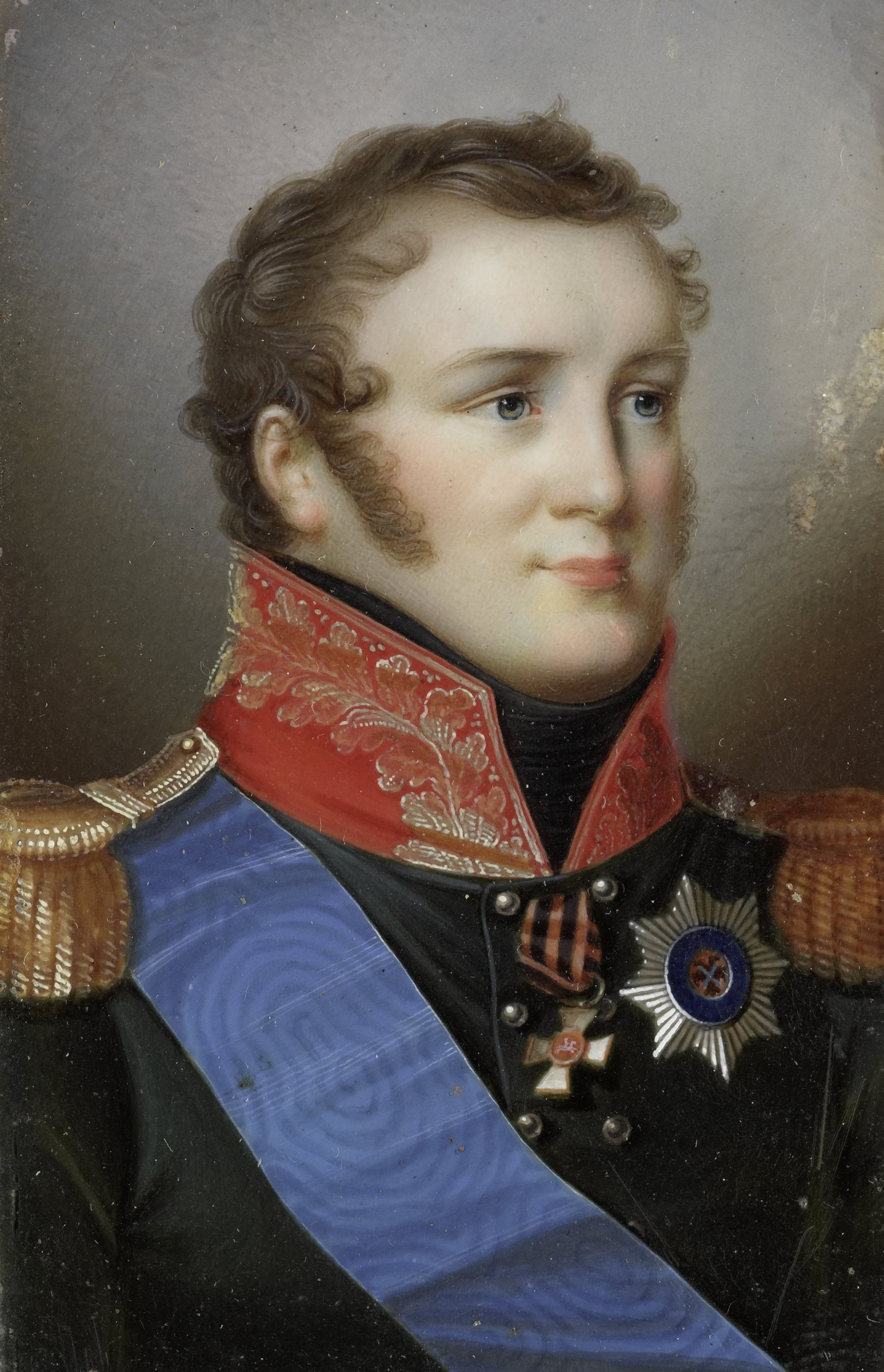
Портрет імператора Олександра I
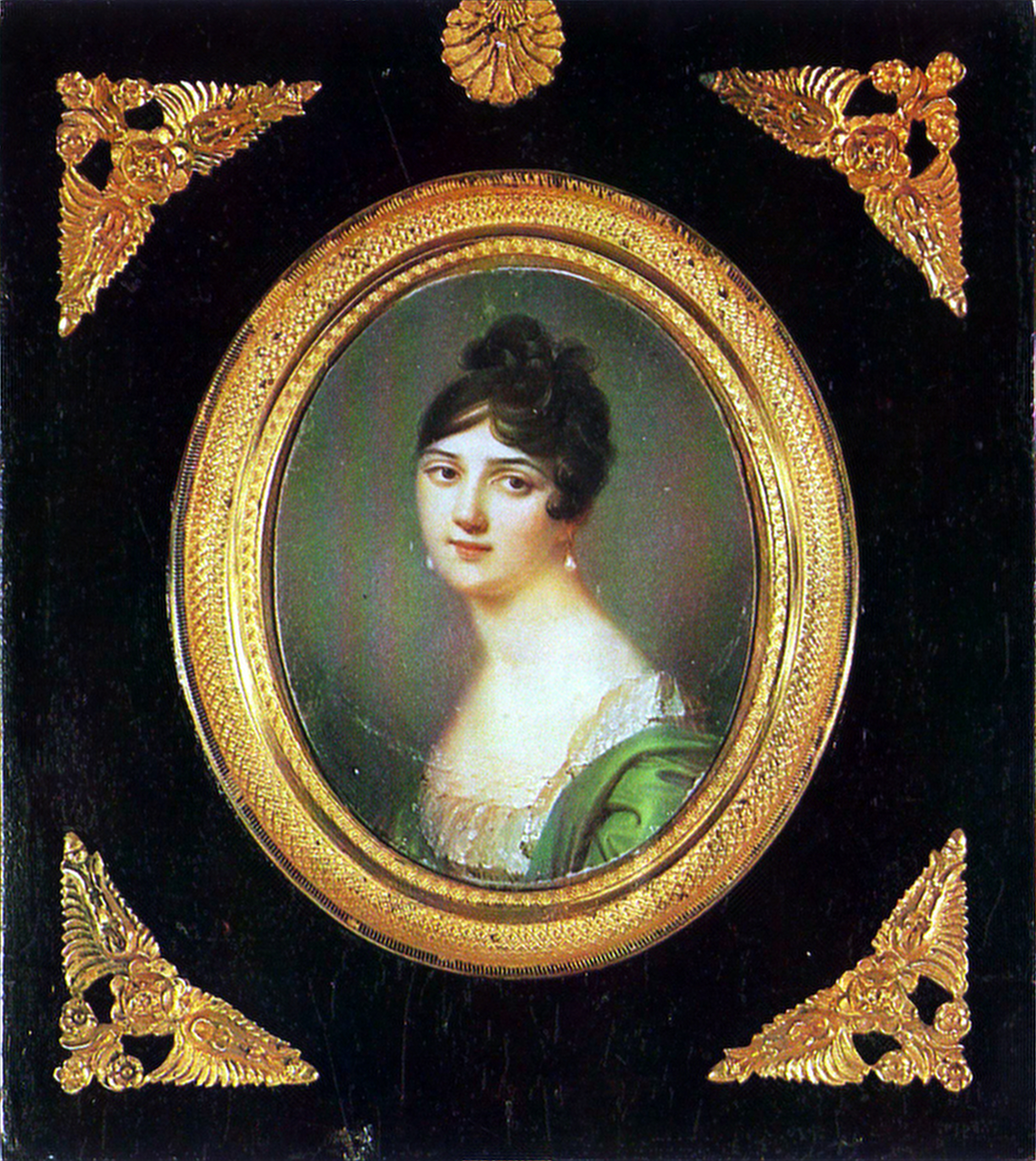
Портрет Марії Антонівни Наришкіної, фаворитки імператора Олександра I
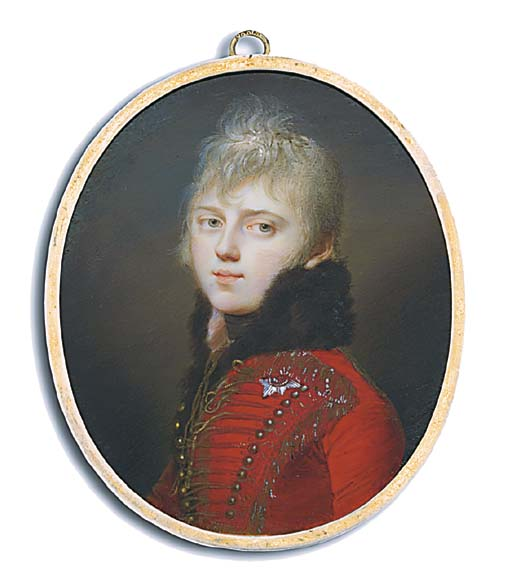
Портрет Адама Вюртембергского
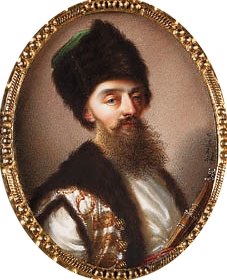
Портрет молдавського сановника
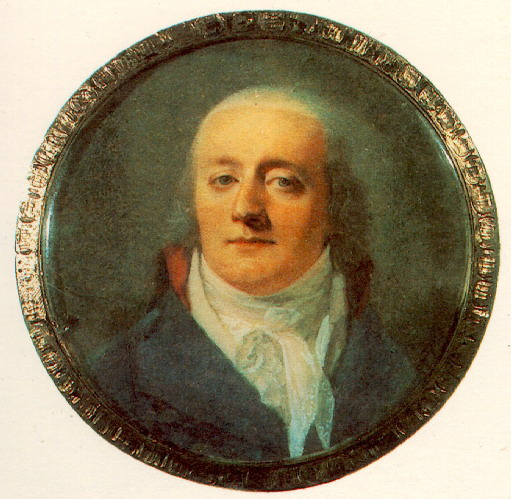
Портрет Івана Матвійовича Муравйова-Апостола
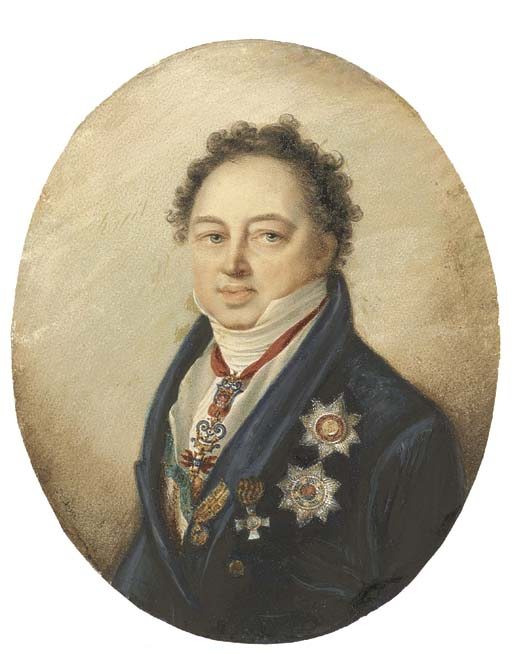
Портрет графа Дмитра Павловича Татіщева